# Heinersbach-Quellmoore
Heinersbach-Quellmoore este o arie protejată (arie specială de conservare — SAC, sit de importanță comunitară — SCI) din Germania întinsă pe o suprafață de 11,68 ha, integral pe uscat.

## Localizare
Centrul sitului Heinersbach-Quellmoore este situat la coordonatele 49°58′07″N 11°48′27″E / 49.9686°N 11.8075°E.

## Înființare
Situl Heinersbach-Quellmoore a fost declarat sit de importanță comunitară în martie 2001 pentru a proteja 1 specie de animale. Situl a fost protejat și ca arie specială de conservare în aprilie 2016.

## Biodiversitate
Situată în ecoregiunea continentală, aria protejată conține 5 habitate naturale: Formațiuni ierboase bogate în specii de Nardus, dezvoltate pe substraturi silicioase în zone montane (și în zone submontane, în Europa continentală), Mlaștini turboase de tranziție și turbării mișcătoare, Mlaștini alcaline, Mlaștini împădurite, Păduri acidofile de Picea de la nivel montan la nivel alpin (Vaccinio-Piceetea).
La baza desemnării sitului se află o specie protejată de  păsări: sfrâncioc roșiatic (Lanius collurio).